# 포르티코디카세르타
포르티코디카세르타(이탈리아어: Portico di Caserta)는 이탈리아 캄파니아주 카세르타도에 있는 코무네이다. 나폴리로부터는 북쪽으로 25km 카세르타에선 남서쪽으로 5km 거리에 있다.